# Megarafonus ventralis
Megarafonus ventralis är en skalbaggsart som beskrevs av Thomas Casey 1897. Megarafonus ventralis ingår i släktet Megarafonus och familjen kortvingar. Inga underarter finns listade i Catalogue of Life.